# 黑爾德克巴赫河

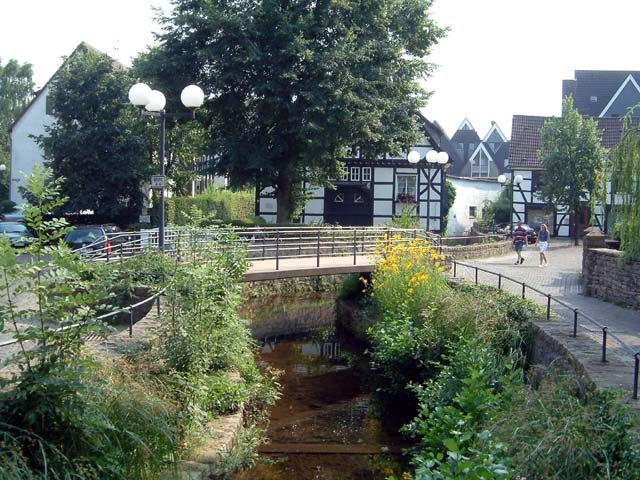

51°23′46.7″N 7°25′42.3″E / 51.396306°N 7.428417°E
黑爾德克巴赫河（德語：Herdecker Bach），是德國的河流，位於該國西部，流經北萊茵-威斯特法倫州，屬於魯爾河的右支流，處於黑爾德克，河水在2010年8月17日晚暴雨時暴增。